# Myrmarachne constricta
Myrmarachne constricta este o specie de păianjeni din genul Myrmarachne, familia Salticidae. A fost descrisă pentru prima dată de Blackwall, 1877. Conform Catalogue of Life specia Myrmarachne constricta nu are subspecii cunoscute.